# Alemania

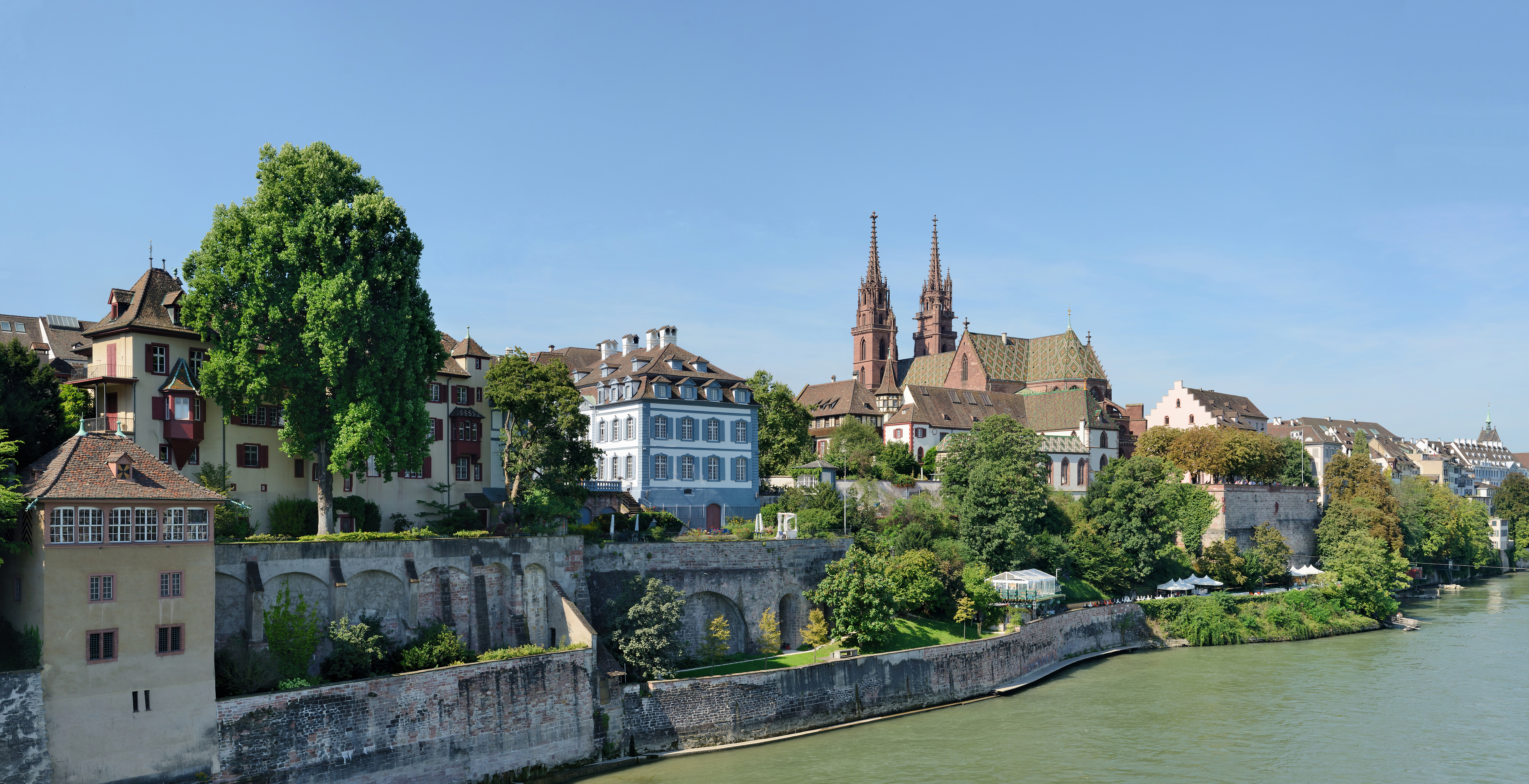
Bazylea

Alemania (niem. Alemannia, fr. Alemanie, wł. Alemagna) – kraina historyczno-geograficzna położona na terenie Szwajcarii, Liechtensteinu, Austrii (Vorarlberg), Niemiec (Szwabia oraz Badenia), Francji (Alzacja) i Włoch (Tyrol). Alemania to także niemieckojęzyczny region w centralnej i wschodniej części Szwajcarii, zamieszkany przez Szwajcarów niemieckojęzycznych. Głównym miastem regionu jest Zurych. Alemania dzieli się na mniejsze obszary. Podział przedstawia się następująco:
- Mittelland (kantony: Berno i Solura)
- Szwajcaria Północno-zachodnia (kantony Argowia, Bazylea-Okręg oraz Bazylea-Miasto)
- Zurych
- Szwajcaria Wschodnia (kantony: Appenzell Ausserrhoden, Appenzell Innerrhoden, Glarus, Gryzonia, Sankt Gallen, Szafuza oraz Turgowia)
- Szwajcaria Środkowa (kantony: Lucerna, Nidwalden, Obwalden, Schwyz, Uri i Zug)

Alemania obejmowała także kantony już nieistniejące: Appenzell, Baden, Bazylea, Fricktal, Linth, Berner Oberland, Recja, Santis, Unterwalden i Waldstatten.
Językami regionalnymi na tym obszarze są: szwajcarski niemiecki, alemański i bawarski.
W językach romańskich (np. portugalski, hiszpański czy francuski), tureckich (np. turecki czy azerski) i innych, nazwa Alemania służy do określenia Niemiec.